# Thorsten Dahl
Thorsten Dahl (* 21. März 1965 in Schleswig) ist ein deutscher Politiker (parteilos). Er war von 2002 bis 2014 Bürgermeister der Stadt Schleswig.

## Leben
Dahl besuchte von 1971 bis 1975 die Grundschule Strande bei Kiel, von 1975 bis 1979 die Kieler Gelehrtenschule und von 1979 bis 1984 die Domschule Schleswig. An letzterer absolvierte er 1984 das Abitur. Von Juli 1984 bis Juni 1987 diente Dahl bei dem 3. RakArtBtl 650 Flensburg-Weiche als Schreibfunkunteroffizier. Sein letzter aktiver Dienstgrad war der eines Stabsunteroffizieres. Später wurde er Feldwebel der Reserve.
Daneben absolvierte Dahl eine Berufsausbildung zum Datenverarbeitungskaufmann bei der Deutschen Angestellten-Akademie, die er im Juni 1987 abschloss. Danach war er von August 1987 bis Juli 1990 Stadtinspektor-Anwärter bei der Stadt Schleswig und schloss diese Ausbildung als Dipl.-Verwaltungswirt (FH) ab. Dahl wurde nun in verschiedenen Posten in der Verwaltung der Stadt Schleswig tätig. Erst ab August 1990 in der Liegenschaftsabteilung, dann ab Mai 1992 im Hauptamt, ab September 1994 in der Rechnungsprüfungsamt und von März 1997 bis Juni 2000 schließlich erneut im Hauptamt. Vom 19. Januar 2002 bis zum 17. Januar 2014 war er Bürgermeister der Stadt Schleswig. Nach seinem Ausscheiden aus dem Amt wurde er 2014 als Versichertenberater bei der Debeka tätig. Ab Ende 2015 war Dahl Vorstandsreferent bei der komba Gewerkschaft Schleswig-Holstein tätig.
Im Februar 2022 trennte sich Dahls Frau von ihm. Davon unabhängig beendete er im Juli 2022 seine Tätigkeit bei komba, um dort einen Generationenwechsel zu vollziehen. Dahl nahm diese Veränderungen zum Anlass sein Leben zu überdenken. Er verkaufte sein Haus und bereist seit dem 24. November 2022 Europa mit einem Wohnmobil. Von unterwegs verfasst Dahl Reiseberichte unter „Womotipp - Rudis Reise“.
Dahl war von Dezember 2014 bis März 2023 in zweiter Ehe verheiratet. Er hat zwei Töchter aus erster Ehe.